# Terri Garber
Terri Garber (* 28. Dezember 1960 in Miami, Florida) ist eine US-amerikanische Schauspielerin.

## Leben und Karriere
Terri Garber wurde 1960 als Terri Leslie Garber in Miami geboren. Im Alter von 22 Jahren gab Terri Garber 1982 ihr Filmdebüt in der Seifenoper Texas.
Der Durchbruch gelang ihr 1985 mit der Rolle der Ashton Main an der Seite von Patrick Swayze im Bürgerkriegsepos Fackeln im Sturm und ab 1986 als Leslie Carrington in der Serie Der Denver-Clan.
Für ihre Episodenrolle in der Fernsehserie Miss Behave wurde Terri Garber bei den Indie Series Awards 2013 als Beste Gastdarstellerin ausgezeichnet.
Terri Garber war 1985 bis zur Scheidung 1989 mit Chris Hager verheiratet. Aus dieser Ehe stammt Tochter Molly E. Hager, die ebenfalls im Schauspielfach tätig ist. 2001 heiratete sie den australischen Regisseur und Produzenten Frank Howson, von dem sie sich bereits nach einem Jahr wieder scheiden ließ. Seit 2013 ist Garber in dritter Ehe mit William Roudebush verheiratet, den sie bereits als 17-Jährige kannte, als er auf der Highschool ihr Schauspiellehrer war.
Seit 2016 betreibt Garber mit ihrer älteren Schwester Lisa Rubinstein die Firma Sisters Alchemy, die handgemachte Seifen aus Naturprodukten herstellt und online vertreibt.

## Serien
- 1982: Texas (Fernsehserie, Gastrolle)
- 1983: Mr. Smith
- 1985: Fackeln im Sturm (Buch 1)
- 1986: Fackeln im Sturm (Buch 2)
- 1987: Der Denver-Clan (Fernsehserie)
- 1989: Zurück in die Vergangenheit (Fernsehserie, Gastauftritt, Staffel 1 Folge 5)
- 1989: Mord ist ihr Hobby
- 1990: Matlock (Fernsehserie, Gastauftritt, Staffel 4 Folge 11)
- 1991: Renegade – Gnadenlose Jagd (Fernsehserie, Gastauftritt)
- 1991–1992: California Clan (Fernsehserie, 98 Folgen)
- 1993: General Hospital (Fernsehserie, Gastauftritt)
- 1994: Fackeln im Sturm (Buch 3)
- 2004: Cold Case – Kein Opfer ist je vergessen (Fernsehserie, Gastauftritt)
- 2005–2010: Jung und Leidenschaftlich – Wie das Leben so spielt (Fernsehserie)
- 2012: Miss Behave (Fernsehserie, Gastauftritt)
- 2013: Old Dogs & New Tricks